# Waldalenus
Waldalenus také Wandalenus (531? Besançon - 615? Besançon) byl franský vévoda Burgundského království v oblasti mezi Alpami a Jurou. Od roku 581 v době vlády krále Childeberta II. zastával úřad austrasijského majordoma královského paláce v Metách.

## Životopis

### Původ a rodina
Pocházel z galsko-římské rodiny, která byla v oblasti Besançonu velmi bohatá a vlivná. Spolu s manželkou Aelií Flavií měli několik dětí, které později zastávaly vysoké správní a duchovní úřady, v nichž prosazovaly především politické zájmy svého rodu. Waldalenův nejstarší syn Donatus byl v letech 625 až 660 arcibiskupem v Besançonu. Za své zásluhy byl po smrti kanonizován. Druhý syn Chramnelenus po Waldalenovi převzal úřad vévody. Zdroje také zmiňují dvě dcery, první dcera Sirudis byla první abatyší v klášteře Jussamoutier v Besançonu, druhá dcera Aquilina se provdala za Amalgara, vévodu v Pagus Attoriensis.

### Majordomus
Je doloženo, že Waldalenus byl vévodou již před počátkem vlády Childeberta II. Patřil ke skupině fransko-burgundských šlechticů, kteří stáli v opozici proti královně Brunhildě a jejímu synovi Childebertovi, nedospělému následníku trůnu. V roce 581, po smrti majordoma Gogona byl opoziční austrasijskou šlechtou v Metách jmenován Gogonovým nástupcem v úřadu majordoma. Tento úřad zastával do roku 583, kdy přežil násilné svržení i Brunhildino znovu uchvácení moci. Ještě v témže roce se vrátil do Besançonu.

### Podpora kolumbánské mise
Waldalenus byl především vnímán jako vlivný propagátor misijní činnosti svatého Kolumbána, která rozhodujícím způsobem přispěla k christianizaci oblastí severně od Alp. Oba muže spojovalo hluboké přátelství, jak uvádí Vita Columbani Jonáše z Bobbia. Kolem roku 590 dostal Kolumbán od Waldalena svolení založit klášter v Luxeuil. S založením kláštěra Luxeuil a působením nového řádu založeného Kolumbánem došlo po celé Franské říši během krátkého období k zakládání klášterů v oblastech venkova. S pomocí vřelých vztahů s Waldalenem vzniklo hnutí podporované franskou šlechtou, která v 7. století založila kolem 300 nových klášterů. Vliv celého Waldalenova rodu na kolumbánskou misi se v následujících letech a desetiletích značně zvýšil, protože Eustasius a Waldebert, přímí příbuzní Waldalena, byli zároveň nástupci Kolumbána, když se stali opaty kláštera Luxeuil.

## Waldalenův odkaz
Waldalenus zemřel kolem roku 615. Pohřben byl v opatství Saint-Paul v Besançonu, které založil jeho syn Donatus. Waldalenus je považován za zakladatele a prvního představitele franského aristokratického klanu, který se v následujících dvou stoletích stal jedním z nejvlivnějších rodů ve Franské říše, zejména během karolínské vlády. Díky chytré sňatkové politice se Waldalenovi a jeho potomkům podařilo začlenit jejich rod do germánsko-franské mocenské struktury a vytvořit síť politických spojení, která sahala od Bavorského vévodství po Provence.